# Samuel Blazer
Samuel Blazer (Mzn.) (Rotterdam, 29 juni 1870 – Amsterdam, 7 juni 1926) was een Nederlands contrabassist en componist.

## Familie
Hij werd geboren binnen het gezin van muzikant Moses Blazer en Jetje Campion. Opa Meijer Blazer was eveneens muzikant. Broer Anton Blazer was pianist. Hijzelf is getrouwd geweest met Henriëtte (Naatje) Blitz (zuster van violist Carel Blitz en overleden 1925) en kreeg daarmee een zoon Louis Blazer. In 1925 huwde hij Lea Raske (1885-1943), een jaar later stierf hij en werd begraven op Joodse begraafplaats te Diemen. Zijn vrouw, zoon Louis en dochter Elisabeth werden in 1943 omgebracht in Auschwitz. Zoon Izaak Blazer (1893-1950), uit het eerste huwelijk, was cellist en overleefde de Tweede Wereldoorlog.

## Muziek
Zijn muziekopleiding kreeg hij in Rotterdam (Frederikus Oushoorn) en Wenen (Franz Simandl). Al op achttienjarige leeftijd was hij solocontrabassist van het Concertgebouworkest, nadat hij proef had gespeeld voor Willem Kes. Hij gaf muziekles aan het Amsterdams Conservatorium en aan de Orkestschool van het Concertgebouw. Naast deze werkzaamheden trad hij ook als solist op in het Concertgebouw (1907 en 1909) en andere zalen in het land. Hij speelde voorts in een zogenaamd Boheems strijkkwartet. Vanuit de woning aan de Ceintuurbaan bestierde hij ook een handel in oude en nieuwe muziekinstrumenten.
Van zijn hand verscheen een klein aantal werken, meestentijds voor de contrabas maar ook voor cello:
- Suite voor cello en orkest; uitgevoerd op 25 april 1918 door Marix Loevensohn en het Concertgebouworkest onder leiding van Willem Mengelberg, het werd door het publiek goed ontvangen, doch recensenten van Algemeen Handelsblad en De Tijd vonden het “te” populair.